# Rajae Belmlih
 (mai 2013).
Si vous disposez d'ouvrages ou d'articles de référence ou si vous connaissez des sites web de qualité traitant du thème abordé ici, merci de compléter l'article en donnant les références utiles à sa vérifiabilité et en les liant à la section « Notes et références ».
Rajae Belmlih est née le 22 avril 1962 à Casablanca, décédée le 2 septembre 2007 à l'âge de 45 ans. Elle était une des plus célèbres voix de la chanson marocaine.

## Biographie
Révélée lors de l'émission "Mawahib" d'Abdenbi El Jirari dans les années 1980, Rajae Belmlih commence sa carrière dans la chanson très tôt.
Ses débuts dans le domaine ne l'empêchent pas d'obtenir sa licence à la Faculté des lettres de Ain Chock. Après un brillant parcours au Maroc où elle a marqué les esprits avec sa chanson "Ya Jara Wadina", elle s'expatrie au Caire où l'industrie musicale est plus développée.
Avec des albums tels que "Sabri Alik Tal", "Ya Rhayeb", "Letiraf", l'artiste conquis très vite la scène arabe en collaborant avec de grands compositeurs tels que Jamal Salama, Mohamed Diae, Hilmi Bakr et Salah Chernoubi.
C'est avec son succès intitulé ""Chouq El Ouyoune"" (alors atteinte d'un cancer) que la diva avait retrouvé son public après une opération chirurgicale dans l'un des hôpitaux de Paris.
Sa voix et son talent n'ont pas laissé le public arabe indifférent, comme en témoigne le nombre de récompenses qu'elle a obtenues dans différentes manifestations artistiques depuis 1995 au festival international du Caire de la chanson et de la musique arabe à l'opéra égyptienne, puis en 1996 au festival de la chanson tunisienne et une autre distinction au 3e festival international du Caire.
Elle fut nommée ambassadrice de l'UNICEF en 1999 en reconnaissance de ses nombreuses contributions à caractère artistique, humanitaire et caritatif.
Simple et modeste, elle n'a jamais attrapé le syndrome de la célébrité en dépit de ses grands succès, a assuré son manager au Maroc, le poète Abdelghaffar Benchakroun.
Sa dernière apparition était lors de l'émission artistique ""Ahl al Maghna"" diffusée pendant l'été 2007 par la deuxième chaîne 2M. Elle devait encore participer au dernier prime de l'émission Studio 2M en juillet dernier, mais sa prestation a été annulée en raison de la détérioration de son état de santé.
Rajae Belmlih, qui s'était installée aux Émirats arabes unis, était mère d'un enfant de 5 ans et avait la nationalité émiratie.
Ses dernière paroles furent:"Je suis fatiguée… au revoir mon pays…" et prononça la "Chahada".

## Décès
Le 2 septembre 2007, elle succomba à un cancer du sein.